# Hongfeng (socken i Kina, Inre Mongoliet)
Hongfeng (kinesiska: 宏丰, 宏丰乡) är en socken i Kina. Den ligger i den autonoma regionen Inre Mongoliet, i den norra delen av landet, omkring 330 kilometer väster om regionhuvudstaden Hohhot.
Genomsnittlig årsnederbörd är 277 millimeter. Den regnigaste månaden är juni, med i genomsnitt 83 mm nederbörd, och den torraste är januari, med 1 mm nederbörd.